# Ophiactis algicola
Ophiactis algicola är en ormstjärneart som beskrevs av Hubert Lyman Clark 1933. Ophiactis algicola ingår i släktet Ophiactis och familjen bandormstjärnor. Inga underarter finns listade i Catalogue of Life.